# Sayo Fukuko
Sayo Fukuko (小夜福子?; Numazu, 5 marzo 1909 – 29 dicembre 1989) è stata un'attrice giapponese.

## Biografia
Molto famosa all'epoca, recitò per registi famosi come Kōzō Saeki. Rimane comunque più che altro conosciuta per la sua interpretazione di Eien no 1/2.